# Lac Témiscamingue
Pour les articles homonymes, voir Témiscamingue (homonymie).
Le lac Témiscamingue (en anglais : Timiskaming Lake) fait partie de la rivière des Outaouais et chevauche la frontière entre les provinces du Québec et de l'Ontario, Canada. 

## Géographie
Long réservoir de 110 km et d'une superficie d'environ 300 km2, ce lac est très profond (120 mètres en moyenne). Ainsi, il porte bien son nom algonquin, qui signifie « dans l'eau profonde ». La frontière interprovinciale traverse le lac en longueur et les deux grandes îles du lac, les îles Mann et Du-Collège, sont du côté québécois. En amont, la rivière Des-Outaouais les rapides Des-Quinze. Le lac Témiscamingue reçoit notamment les eaux de la rivière Blanche qui se jette sur la rive Nord au niveau de la baie Paulson.
Frontière naturelle entre le Québec et l'Ontario, cet imposant élargissement de la rivière des Outaouais, véritable mer intérieure à 180 m d'altitude, possède une superficie de 306 km², une largeur maximale de 9 km et une longueur de 108 km. Délimité au nord par les rapides Des-Quinze et, au sud, par le chenal Opimica, il se trouve à 20 km et à 50 km à l'ouest du lac Des-Quinze et du lac Simard (Témiscamingue), tous deux sur le cours de la rivière des Outaouais. Il reçoit aussi les eaux du lac Kipawa, de la rivière à la Loutre et de nombreux autres cours d'eau. Sur sa rive est, au fond de la baie des Pères, s'élève Ville-Marie qui fut, à la fin du XIXe siècle, le centre du mouvement de colonisation de la région. Vraisemblablement connu dès le début du XVIIe siècle – Champlain ou certains membres de son expédition se seraient rendus près de ses rives en 1613 –, il devient assez rapidement une des routes empruntées par les Français pour se rendre à la baie James. Le sieur de Saint-Lusson prend possession du lac, au nom du roi de France, en 1671.
La Compagnie-du-Nord, regroupement de marchands de Montréal intéressés au commerce des fourrures, établit en 1679 un poste de traite sur une île, à l'embouchure de la rivière Montréal, aujourd'hui en territoire ontarien. En 1686, le chevalier de Troyes, allant déloger les Anglais de la baie d'Hudson, y fait une halte. Détruit par les Iroquois en 1688, le poste rouvre en 1720, mais sur la rive est du lac. Successivement dirigé par des commerçants indépendants, la Compagnie Du-Nord-Ouest et la Compagnie De-la-Baie-d'Hudson, le poste devient, au XIXe siècle, le principal centre commercial de la région. Les autres comptoirs de la Compagnie De-la-Baie-d'Hudson dépendent de lui jusqu'en 1888. À cette époque, le mouvement de colonisation avait débuté.
Depuis 1882, les bateaux à vapeur transportaient sur le lac les nouveaux habitants du Témiscamingue ainsi que diverses marchandises. L'industrie forestière, elle, exploitait les berges du plan d'eau, l'utilisant comme un vaste bassin de flottage. Témiscamingue dérive de la langue l'algonquine « timiskaming », de « timi », creux, profond, « kami », lac, étendue d'eau et « ing », au et signifie « au lac profond ». On a également traduit ce mot par étendue d'eau plus ou moins courante, le lac Témiscamingue étant l'élargissement d'une rivière, et par à l'endroit d'eau profonde qui s'assèche, allusion sans doute aux bas-fonds d'argile de la partie nord-ouest qui se retrouvent à découvert en période d'étiage. Ce terme amérindien apparaît relativement tôt sur les documents cartographiques. Ainsi, le père Vimont appelle, sur sa carte de 1640, Timiscimi le peuple qui vit sur le territoire environnant le lac. Louis Jolliet utilise Timiskaming en 1679 et, l'année suivante, François De Crespieul indique le Grand-Témisquamingue sur sa carte. En 1757, dans son Mémoire sur l'état de la Nouvelle-France, Bougainville parle de « Témiscamingue, poste situé sur le bord d'un lac du même nom... ». C'est cette forme qui sera retenue en 1922 par la commission de géographie. Aux XVIIe et XVIIIe siècles, on désignait sous le nom Pays des Témiscamings, le territoire environnant le lac et habité par des Algonquins. C'est pourquoi les deux éléments de ce toponyme étaient très souvent reliés par la particule « des ». La carte de Jaillot, en 1685, indique Lac des Témiscaming. Celle de Franquelin, datant de 1686, fait mention du Lac des Témiscamingues. De son côté l'Ontario a préféré la variante Timiskaming pour désigner ce lac.
|  |